# Ricardo Arias y Arias
Ricardo Arias y Arias (1940) es un crítico literario español, especializado en teatro barroco.
Estudió el concepto de destino en la literatura medieval española y antologó la poesía goliardesca latina en una edición bilingüe latín español. Ha estudiado y editado en especial los autos sacramentales de José de Valdivieso y de Pedro Calderón de la Barca.

## Obras
- El concepto del destino en la literatura medieval española, New York University, Graduate School of Arts and Science, 1968.
- La poesía de los Goliardos. Antología, Madrid, Editorial Gredos, S.A. (1970)
- Tres églogas sacramentales inéditas, Madrid, Edition Reichenberger, 1987
- Autos sacramentales: (el auto sacramental antes de Calderón), México, Editorial Porrúa, 1977.
- Con Angel L. Cilveti, ed. de Pedro Calderon de la Barca, Primero y segundo Isaac, Pamplona, Universidad de Navarra y Kassel, Edition Reichenberger, 1997.